# John Leigh
John Leigh (nacido en 1965) es un actor neozelandés. Ha tenido papeles en programas de televisión de Nueva Zelanda como Shortland Street, Mercy Peak y Sparky en Outrageous Fortune. Es actor de doblaje y trabajó para la franquicia Power Rangers desde 2003 (después de que la franquicia se mudó a Nueva Zelanda). Ha aparecido en películas, incluido el papel de Háma en El Señor de los Anillos: las dos torres y como dueño de un bar en Stickmen, y en la sátira de telenovelas Serial Killers. En 2014 actuó y escribió el cortometraje de comedia Snowmen.
También es actor de teatro y comenzó en el teatro en Wellington antes de conseguir papeles en cine y televisión. Tiene su sede en Auckland. Los espectáculos teatrales en los que ha aparecido con la Compañía de Teatro de Auckland incluyen Kings of the Gym, Horseplay, Stones in His Pockets, Death of a Salesman y All My Sons.

## Filmografía

### Cine
| Año  | Título                                  | Papel                      | Notas        |
| ---- | --------------------------------------- | -------------------------- | ------------ |
| 1991 | Still                                   | Hombre                     | Cortometraje |
| 1992 | Chunuk Bair                             | Porky                      |              |
| 1993 | Bradman                                 | Lawrie                     | Cortometraje |
| 1996 | The Frighteners                         | Bryce Campbell             |              |
| 1996 | Chicken                                 | Doctor de venenos          |              |
| 2001 | Stickmen                                | Dave                       |              |
| 2002 | El Señor de los Anillos: las dos torres | Háma                       |              |
| 2004 | Spooked                                 | Jimmy Blick                | [ 2 ]        |
| 2006 | Ozzie                                   | Gilbert                    |              |
| 2007 | Tumanako Springs                        | Barkeep                    | Cortometraje |
| 2007 | We're Here to Help                      | Lesley Costello            |              |
| 2010 | The Insatiable Moon                     | Brian                      |              |
| 2011 | Love Birds                              | Quiz Master                |              |
| 2011 | Rage                                    | Bill Oram                  |              |
| 2014 | The Dark Horse                          | Dueño de tienda de regalos |              |
| 2014 | Snowmen                                 | Barry                      | Cortometraje |
| 2016 | Mahana                                  | Golden Shears Announcer    |              |
| 2016 | Goodness Grows Here                     |                            | Cortometraje |
| 2017 | A Woman's Right to Shoes                | Policía                    | Cortometraje |
| 2017 | Goodness Grows Here                     | Barry                      | Cortometraje |
| 2018 | A War Story                             | Peter Arnett               |              |
| TBA  | Last Star                               | Sulunar                    |              |

### Televisión
| Año       | Título                                      | Papel                      | Notas                                                                        |
| --------- | ------------------------------------------- | -------------------------- | ---------------------------------------------------------------------------- |
| 1993–1999 | Shortland Street                            | Lionel Skeggins            | Personaje regular                                                            |
| 1999–00   | Xena: la princesa guerrera                  | Nailscot / Hrothgar        | Episodios: "The Ides of March", "Return of the Valkyrie"                     |
| 2000      | Jack of All Trades                          | Martin                     | Episodio: "Sex and the Single Spy"                                           |
| 2001      | Spin Doctors                                | Kevin Handy                | Serie de televisión                                                          |
| 2001–2003 | Mercy Peak                                  | Chook Bracey               | Recurrente (temporadas 1–3)                                                  |
| 2002      | Atomic Twister                              | Diputado Rollins           | Película de televisión                                                       |
| 2003      | Power Rangers Ninja Storm                   | Varios (voz)               | Invitado (5 episodios)                                                       |
| 2004      | Raising Waylon                              | Jeremy                     | Película de televisión                                                       |
| 2004      | Power Rangers Dino Thunder                  | Insectolite (voz)          | Episodio: "Burning at Both Ends"                                             |
| 2004      | Not Only But Always                         | Joe McGrath                | Película de televisión                                                       |
| 2004      | Serial Killers                              | Alan                       | Serie de televisión                                                          |
| 2005      | Kidnapped                                   | Rankeillor                 | Película de televisión                                                       |
| 2005      | Interrogation                               | Phil Worth                 | Episodios: "1.2", "True Confessions", "Tick Tock"                            |
| 2005–2010 | Outrageous Fortune                          | Barry 'Sparky' Gibbs       | Recurrente (temporadas 1–6)                                                  |
| 2006      | Maddigan's Quest                            | Harold                     | Episodio: "Off the Map"                                                      |
| 2006      | Power Rangers Mystic Force                  | Octomus the Master (voz)   | Invitado (4 episodios)                                                       |
| 2007      | Power Rangers Operation Overdrive           | Brownbeard                 | Episodio: "Pirate in Pink"                                                   |
| 2007      | The Man Who Lost His Head                   | George                     | Película de televisión                                                       |
| 2007      | The Amazing Extraordinary Friends           | Dave Ruben                 | Personaje regular                                                            |
| 2009      | Legend of the Seeker                        | Selick                     | Episodio: "Sanctuary"                                                        |
| 2009      | Diplomatic Immunity                         | Mick Fa'auigaese           | Protagonista                                                                 |
| 2010      | Radiradirah                                 | Friar Chuck                | Episodios: "1.1", "1.2", "1.8"                                               |
| 2010      | Avalon High                                 | Mr. Atkinson               | Película de televisión                                                       |
| 2011      | Ice                                         | Lammer                     | Miniserie de televisión                                                      |
| 2011      | Underbelly NZ: Land of the Long Green Cloud | Mac the Mick               | Episodios: "Disorganised Crime", "Trains 'N' Boats 'N' Planes", "All at Sea" |
| 2011      | Bliss                                       | Herrr Gruber               | Película de televisión                                                       |
| 2011      | Power Rangers Samurai                       | Steeleto / Fisherman (voz) | Episodios: "Fish Out of Water", "Room for One More", "Party Monsters"        |
| 2011–12   | The Almighty Johnsons                       | Bryn                       | Recurrente                                                                   |
| 2012      | Highway Cops                                | Narrador                   | Serie de televisión                                                          |
| 2013      | Agent Anna                                  | James Finlayson            | Episodio: "Swimming with Sharks"                                             |
| 2014      | Power Rangers Megaforce                     | Damaras (voz)              | Recurrente (temporada 2)                                                     |
| 2015      | Westside                                    | Dougal Gibbs               | Episodio: "Dire Combustion"                                                  |
| 2015      | When We Go to War                           | Bertie Mueller             | Miniserie de televisión                                                      |
| 2015–2018 | 800 Words                                   | Const. Tom                 | Recurrente                                                                   |
| 2016      | The Making of the Mob: Chicago              | Jimmy Hoffa                | Protagonista                                                                 |
| 2016      | Auckward Love                               | Ted                        | Episodios; "You Must Be the Other Woman", "You're Going to Lose Him"         |
| 2017      | Shortland Street                            | Lionel Skeggins            | Recurrente                                                                   |
| 2017      | The Cul De Sac                              | Ken                        | Episodio: "2.3"                                                              |
| 2017      | Las crónicas de Shannara                    | Dax                        | Episodio: "Druid"                                                            |
| 2019–2020 | Power Rangers Beast Morphers                | Sudsey / Keytron (voz)     | Episodios: "Taking Care of Business", "Artist Anonymous", "Source Code"      |
| 2021      | Power Rangers Dino Fury                     | Wreckmate (voz)            | Recurrente                                                                   |

## Serie Power Rangers
- Power Rangers Ninja Storm (2003) - Terramole / Toxipod / Super Toxipod / Dr. Belrab (voz)
- Power Rangers Dino Thunder (2004) - Insectolite (voz)
- Power Rangers Mystic Force (2006) - Octomus The Master (voz)
- Operación Overdrive de Power Rangers (2007) - Brownbeard
- Power Rangers Samurai (2011) - Fisherman / Steeleto (voz)
- Power Rangers Megaforce (2014) - Damaras (voz)
- Power Rangers Dino Fury (2021) - Wreckmate (voz)